# Малайзийский ринггит
Малайзийский рингги́т (малайск. Ringgit Malaysia, до 1975 года: "малайзийский доллар") — денежная единица Малайзии. Буквенный код в стандарте ISO 4217 — MYR, цифровой — 458. Официальный символ — RM, эмитент — Банк Негара Малайзия. Один ринггит cостоит из 100 сенов.
В обращении находятся банкноты номиналом 1, 2, 5, 10, 20, 50 и 100 ринггитов и монеты номиналом 1, 5, 10, 20, 50 сенов и 1 ринггит. Являясь платёжными очень редко встречается монета в 1 сен. На всех банкнотах с лицевой стороны изображён портрет первого верховного правителя Малайзии Абдул Рахмана.

## История
Слово «ринггит» (малайск. Ringgit) буквально означает «зазубренный» и первоначально относилось к серебряным испанским долларам с ребром зубчатой формы, которые широко циркулировали в регионе в XVI—XVII веках. Слово «ринггит» иногда также используется в Малайзии для обозначения сингапурского доллара и брунейского доллара. Малайские названия «ринггит» и «сен» были приняты как официальное название валюты в августе 1975 года. Ранее официально они назывались как «доллар» и «цент». Знак валюты M$ не менялся на знак RM до 1990-х годов.
12 июня 1967 года малайзийский доллар, выпущенный новым центральным банком, Банк Негара Малайзия (Центральный банк Малайзии), заменил в обращении доллар Малайи и Британского Борнео. Новая валюта сохранила все номиналы предшественницы, исключая номинал в 10 000 $, и сохранила цветовые схемы старых долларов. В последующие десятилетия банкноты и монеты подверглись небольшим изменениям, включая выпуск монеты в 1 M$ в 1967 году и изъятие из обращения в 1990-х годах банкнот номиналом 500 M$ и 1000 M$.

## Монеты

### Серия 1967 года
В 1967 году была введена в обращение первая серия монет в номиналах: 1, 5, 10, 20 и 50 сенов. Затем в 1971 году были введены монеты 1 ринггит (на которых продолжали печати символ $). Монета 1 $M была изъята из обращения с введением второй серии монет 1 RM в 1989 году.
|  | 1 сен     | 18 | Бронза                    | Описание: "MALAYSIA", Номинал, год чеканки | Здание Парламента Малайзии, 13-лучевая звезда и полумесяц | 1967 |
|  | 1 сен     | 18 | Сталь, с медным покрытием | Описание: "MALAYSIA", Номинал, год чеканки | Здание Парламента Малайзии, 13-лучевая звезда и полумесяц | 1973 |
|  | 5 сенов   | 16 | Медно-никелевый           | Описание: "MALAYSIA", Номинал, год чеканки | Здание Парламента Малайзии, 13-лучевая звезда и полумесяц | 1967 |
|  | 10 сенов  | 19 | Медно-никелевый           | Описание: "MALAYSIA", Номинал, год чеканки | Здание Парламента Малайзии, 13-лучевая звезда и полумесяц | 1967 |
|  | 20 сенов  | 23 | Медно-никелевый           | Описание: "MALAYSIA", Номинал, год чеканки | Здание Парламента Малайзии, 13-лучевая звезда и полумесяц | 1967 |
|  | 50 сенов  | 28 | Медно-никелевый           | Описание: "MALAYSIA", Номинал, год чеканки | Здание Парламента Малайзии, 13-лучевая звезда и полумесяц | 1967 |
|  | 50 сенов  | 28 | Медно-никелевый           | Описание: "MALAYSIA", Номинал, год чеканки | Здание Парламента Малайзии, 13-лучевая звезда и полумесяц | 1971 |
|  | 1 ринггит | 33 | Медно-никелевый           | Описание: "MALAYSIA", Номинал, год чеканки | Здание Парламента Малайзии, 13-лучевая звезда и полумесяц |      |

### Серия 1989 года
В 1989 году была введена в обращение вторая серия монет. Символ $ был заменён на «RINGGIT» на монетах 1 ринггит, введены после 1993 года. 7 декабря 2005 монета 1 ринггит была изъята из обращения.
|  |  | 1 сен     | 18 | Сталь, с медным покрытием | Название банка, номинал, год чеканки     | музыкальный инструмент                    | 1989 |
|  |  | 5 сенов   | 16 | Медно-никелевый           | Название банка, номинал, год чеканки     | волчок                                    | 1989 |
|  |  | 10 сенов  | 19 | Медно-никелевый           | Название банка, номинал, год чеканки     | чонгкак                                   | 1989 |
|  |  | 20 сенов  | 23 | Медно-никелевый           | Название банка, номинал, год чеканки     | малайский церемониальный сосуд для орехов | 1989 |
|  |  | 50 сенов  | 28 | Медно-никелевый           | Название банка, номинал, год чеканки     | малазийский воздушный змей                | 1989 |
|  |  | 1 ринггит | 24 | медь-цинк-олово           | Название банка, «$1», год                | крис на фоне сонгкет                      | 1989 |
|  |  | 1 ринггит | 24 | медь-цинк-олово           | Название банка, «1 RINGGIT», год чеканки | крис на фоне сонгкет                      | 1993 |

### Серия 2012 года
|  |  | 5 сенов  | 17,78 | нержавеющая сталь              | Название банка, номинал, год чеканки, гибискус китайский | усики                      | с 2012 |
|  |  | 10 сенов | 18,80 | нержавеющая сталь              | Название банка, номинал, год чеканки, гибискус китайский | этническая группа Мах Мери | с 2012 |
|  |  | 20 сенов | 20,60 | нейзильбер                     | Название банка, номинал, год чеканки, гибискус китайский | жасмин                     | с 2012 |
|  |  | 50 сенов | 22,65 | нейзильбер, с медным покрытием | Название банка, номинал, год чеканки, гибискус китайский | усики                      | с 2012 |

## Банкноты
Центральный банк Малайзии впервые выпустил банкноты малайзийских долларов в июне 1967 года номиналом 1 $, 5 $, 10 $, 50 $ и 100 $. Купюра в 1000 $ была впервые выпущена в 1968 году. На лицевой стороне всех малайзийских банкнот изображён портрет первого верховного правителя Малайзии Абдул Рахмана. Банкоматы обычно выдают купюры 50 RM или гораздо реже — 10 RM в комбинации с 50 RM. 
Малайзийские банкноты долгое время сохраняют цветовую схему, идущую ещё с колониальных времён. Эту схему в купюрах низкого номинала используют также Сингапур и Бруней, и когда Центральный банк Малайзии впервые выпустил купюру в RM2, её лиловый цвет был скопирован на сингапурской банкноте 2 $.
- 1 RM — голубой
- 2 RM — лиловый (изъята из обращения)
- 5 RM — зелёный
- 10 RM — красный
- 20 RM — коричневый/белый (изъята из обращения)
- 50 RM — голубой/серый
- 100 RM — фиолетовый
- 500 RM — оранжевый (изъята из обращения)
- 1000 RM — голубой/зелёный (изъята из обращения)

### Серия 1967 года
| Серия 1967 года | Серия 1967 года   | Серия 1967 года | Серия 1967 года   | Серия 1967 года | Серия 1967 года                                 | Серия 1967 года | Серия 1967 года |
| Изображение     | Изображение       | Номинал         | Основные цвета    | Описание        | Описание                                        | Даты            | Даты            |
| Лицевая сторона | Оборотная сторона | Номинал         | Основные цвета    | Лицевая сторона | Оборотная сторона                               | введения        | изъятия         |
| --------------- | ----------------- | --------------- | ----------------- | --------------- | ----------------------------------------------- | --------------- | --------------- |
|                 |                   | 1 $             | Голубой           | Абдул Рахман    | Логотип Центральный банк Малайзии (Kijang Emas) | 1967            | 1984            |
|                 |                   | 5 $             | Зелёный           | Абдул Рахман    | Логотип Центральный банк Малайзии (Kijang Emas) | 1967            | 1984            |
|                 |                   | 10 $            | Красный           | Абдул Рахман    | Логотип Центральный банк Малайзии (Kijang Emas) | 1967            | 1984            |
|                 |                   | 50 $            | Голубой/зелёный   | Абдул Рахман    | Логотип Центральный банк Малайзии (Kijang Emas) | 1967            | 1984            |
|                 |                   | 100 $           | Фиолетовый        | Абдул Рахман    | Логотип Центральный банк Малайзии (Kijang Emas) | 1967            | 1984            |
|                 |                   | 1000 $          | Пурпурный/зелёный | Абдул Рахман    | Здание Парламента Малайзии в Куала-Лумпур       | 1983            | 1984            |

### Серия 1982 года
1982—1984 годах выпускались банкноты второй серии в номиналах 1 $, 5 $, 10 $, 20 $, 50 $, 100 $, 500 $ и 1000 $. Купюра 20 $ была довольно редкой. Банкноты второй серии ещё встречаются время от времени. Отметки для слепых в левом верхнем углу были убраны во второй ревизии 1986 года. 
В 1999 году выпуск купюр 500 RM и 1000 RM был прекращён и были изъяты из обращения после азиатского монетарного кризиса 1997 года, когда огромное количество ринггитов были вывезены из страны. В связи с этим, банкноты были изъяты из обращения и сумма вывозимых из страны была ограничена в 1000 ринггитов.
В 1993 году выпуск купюр в 1 RM был прекращён и была заменена на монету в 1 RM.
| Серия 1982 года | Серия 1982 года   | Серия 1982 года | Серия 1982 года  | Серия 1982 года | Серия 1982 года                                           | Серия 1982 года | Серия 1982 года |
| Изображение     | Изображение       | Номинал         | Основные цвета   | Описание        | Описание                                                  | Даты            | Даты            |
| Лицевая сторона | Оборотная сторона | Номинал         | Основные цвета   | Лицевая сторона | Оборотная сторона                                         | введения        | изъятия         |
| --------------- | ----------------- | --------------- | ---------------- | --------------- | --------------------------------------------------------- | --------------- | --------------- |
|                 |                   | 1 $             | Голубой          | Абдул Рахман    | Национальный монумент в Куала-Лумпур                      | 1982            | 1999            |
|                 |                   | 5 $             | Зелёный          | Абдул Рахман    | Королевский дворец — Истана в Куала-Лумпуре               | 1981            | 1999            |
|                 |                   | 10 $            | Красный          | Абдул Рахман    | Старая железнодорожная станция Куала-Лумпура              | 1983            | 1999            |
|                 |                   | 20 $            | Коричневый/белый | Абдул Рахман    | Штаб-квартира Центрального банка Малайзии в Куала-Лумпуре | 1982            | 1999            |
|                 |                   | 50 $            | Голубой/серый    | Абдул Рахман    | Национальный музей в Куала-Лумпуре                        | 1983            | 1999            |
|                 |                   | 100 $           | Фиолетовый       | Абдул Рахман    | Национальная мечеть в Куала-Лумпуре                       | 1983            | 1999            |
|                 |                   | 500 $           | Оранжевый        | Абдул Рахман    | Здание бывшего Верховного суда в Куала-Лумпуре            | 1982            | 1999            |
|                 |                   | 1000 $          | Голубой/зелёный  | Абдул Рахман    | Здание малайзийского парламента в Куала-Лумпуре           | 1983            | 1999            |

### Серия 1996 года
1996—1999 годах были выпущены купюры третьей серии номиналом 2 RM, 5 RM, 10 RM, 50 RM и 100 RM. В 2000 году была перевыпущена купюра в 1 RM, заменившая изъятые из обращения купюру 2 RM и монету в 1 RM. Монета 1 RM была изъята из обращения 7 декабря 2005.
В 2004 Банк Негара Малайзия выпустил в обращение новую купюру 10 RM с новыми элементами защиты, включая голографическую полосу, которая ранее была применена в банкнотах 50 RM и 100 RM. Так же была выпущена новая полимерная банкнота 5 RM с характерным прозрачным окошком. Обе новые банкноты были почти идентичны оригинальному дизайну третьей серии. Банк Негара Малайзия постепенно заменил все бумажные банкноты по мере их изъятия на полимерные.
| Серия 1996 года | Серия 1996 года   | Серия 1996 года | Серия 1996 года | Серия 1996 года | Серия 1996 года | Серия 1996 года                                                               | Серия 1996 года | Серия 1996 года |
| Изображение     | Изображение       | номинал         | Размеры (мм)    | Основные цвета  | Описание        | Описание                                                                      | Даты            | Даты            |
| Лицевая сторона | Оборотная сторона | номинал         | Размеры (мм)    | Основные цвета  | Лицевая сторона | Оборотная сторона                                                             | введения        | изъятия         |
| --------------- | ----------------- | --------------- | --------------- | --------------- | --------------- | ----------------------------------------------------------------------------- | --------------- | --------------- |
|                 |                   | 1 RM            | 120 × 65        | Голубой         | Абдул Рахман    | туризм, кинабалу                                                              | 2000            | 2012            |
|                 |                   | 2 RM            | 130 × 65        | Лиловый         | Абдул Рахман    | телекоммуникации, менара Куала-Лумпур и спутник MEASAT-1                      | 1996            | 2000            |
|                 |                   | 5 RM            | 135 × 65        | Зелёный         | Абдул Рахман    | аэропорт Куала-Лумпур и башни Петронас                                        | 1999            | 2012            |
|                 |                   | 10 RM           | 140 × 65        | Красный         | Абдул Рахман    | транспорт, Куала-Лумпурский метрополитен, самолёт Malaysia Airlines и корабль | 1998            | 2012            |
|                 |                   | 50 RM           | 145 × 69        | Синий/зелёный   | Абдул Рахман    | добыча ископаемых, нефтяная платформа Petronas                                | 1998            | 2008            |
|                 |                   | 100 RM          | 150 × 69        | Фиолетовый      | Абдул Рахман    | тяжёлая индустрия, линия по производству автомобилей Proton Edar Sdr Holding  | 1998            | 2012            |

### Серия 2012 года
В начале 2008 Банк Негара Малайзия выпустил полимерные банкноты 50 RM. В 2012 году выпускались полимерные банкноты и в других номиналах и полностью заменили бумажные банкноты всех старых серий.
| Серия 2012 года | Серия 2012 года   | Серия 2012 года | Серия 2012 года | Серия 2012 года | Серия 2012 года                                 | Серия 2012 года     | Серия 2012 года | Серия 2012 года |
| Изображение     | Изображение       | Номинал         | Размеры (мм)    | Основные цвета  | Описание                                        | Описание            | Даты            | Даты            |
| Лицевая сторона | Оборотная сторона | Номинал         | Размеры (мм)    | Основные цвета  | Лицевая сторона                                 | Оборотная сторона   | введения        | изъятия         |
| --------------- | ----------------- | --------------- | --------------- | --------------- | ----------------------------------------------- | ------------------- | --------------- | --------------- |
|                 |                   | 1 RM            | 120 × 65        | синий           | Абдул Рахман с национальным цветком, гибискусом | вау булан           | 16 июля 2012    | в обращении     |
|                 |                   | 5 RM            | 135 × 65        | зелёный         | Абдул Рахман с национальным цветком, гибискусом | малайский калао     | 16 июля 2012    | в обращении     |
|                 |                   | 10 RM           | 140 × 65        | красный         | Абдул Рахман с национальным цветком, гибискусом | раффлезия           | 16 июля 2012    | в обращении     |
|                 |                   | 20 RM           | 145 × 65        | оранжевый       | Абдул Рахман с национальным цветком, гибискусом | бисса и лут         | 16 июля 2012    | в обращении     |
|                 |                   | 50 RM           | 145 × 69        | синий и зелёный | Абдул Рахман с национальным цветком, гибискусом | Абдул Рахман        | 30 января 2008  | в обращении     |
|                 |                   | 100 RM          | 150 × 69        | фиолетовый      | Абдул Рахман с национальным цветком, гибискусом | горы Кинабалу и Апи | 16 июля 2012    | в обращении     |